# Крутобереговий
Крутобереговий (рос. Крутобереговый) — селище у Єлізовському районі Камчатського краю Російської Федерації.
Населення становить 91 (2010) особу. Входить до складу муніципального утворення Піонерське сільське поселення.

## Історія
Від 1949 року належить до Єлізовського району. До 1 червня 2007 року у складі Камчатської області, відтак у складі Камчатського краю. Згідно із законом від 29 грудня 2004 року органом місцевого самоврядування є Піонерське сільське поселення.

## Населення
| 1926 | 2002 | 2010 |
| ---- | ---- | ---- |
| 64   | ↗164 | ↘91  |